# Érard Ier de Brienne
Pour les autres membres de la famille, voir Maison de Brienne.
Pour les articles homonymes, voir Brienne et Érard de Brienne.
Érard Ier de Brienne (né vers 1070, † entre 1114 et 1125) est un comte de Brienne du XIe siècle. Il est fils de Gautier Ier, comte de Brienne et d'Eustachie de Tonnerre.

## Biographie
Il participe en 1097 à la première croisade et est probablement présent lors de la prise de Jérusalem par les croisés en 1099. Il serait rentré en Champagne dans l'année 1101.
En 1112, il aide à la fondation de l'abbaye de Beaulieu et leur donne une partie de ce qu'il possède à Jasseines, une partie de la rivière
d'Aube et droit d'usage dans ses bois et de pâturage dans tout son comté.
Tout comme son père avant lui, Érard a été en litige avec l'Abbaye de Montier-en-Der dont il aurait violé les droits. Après sommations, Hugues Ier, comte de Champagne dut prendre les armes pour le faire renoncer à ses prétentions par des guerres et des sièges.
Alors qu'il se trouvait gravement malade à Avenay, il demanda à son frère Milon II de Bar-sur-Seine de le faire enterrer à Montier-en-Der et de donner aux moines une rémunération convenable. Ses fils Gautier II et Guy donneront leur aval sur ces dispositions.
À sa mort, il est inhumé à l'Abbaye de Montier-en-Der.

## Mariage et enfants
En 1110, il épouse Alix de Ramerupt, fille d'André de Ramerupt, seigneur de Ramerupt, et d'Adelisa (nom de famille inconnu) qui donne naissance à :
- Gautier II de Brienne, comte de Brienne et seigneur de Ramerupt ;
- Guy de Brienne, décédé entre 1143 et 1147 ;
- Félicité de Brienne, qui épouse Simon Ier de Broyes puis en 1142 Geoffroy III, sire de Joinville.

## Sources
- Henri d'Arbois de Jubainville, Histoire des ducs et comtes de Champagne, 1865.
- Henri d'Arbois de Jubainville, Catalogue d'actes des comtes de Brienne, 950-1356..., 1872.